# Amtsgericht Dinslaken

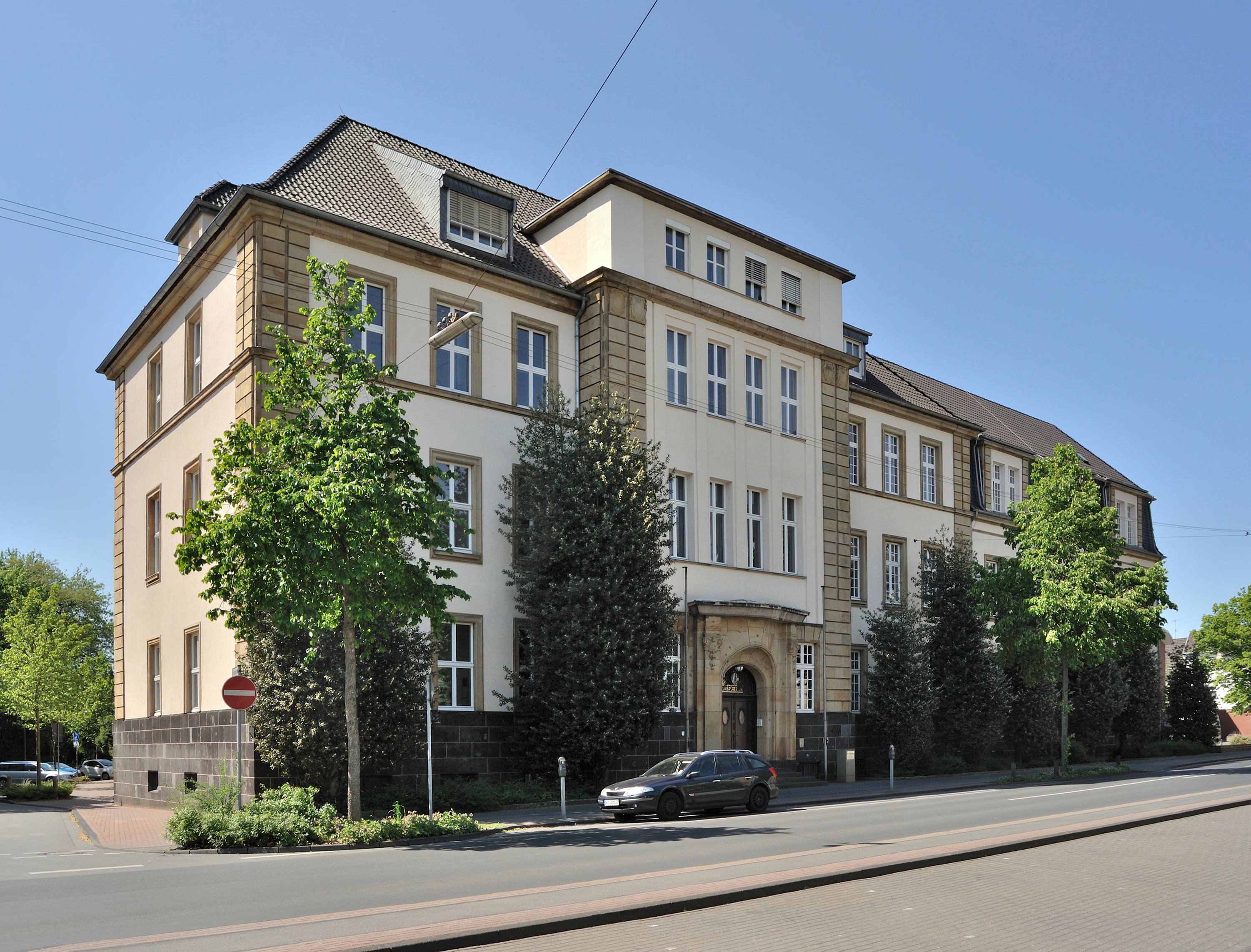
Amtsgericht Dinslaken (Mai 2011)

Dinslaken ist Sitz des Amtsgerichts Dinslaken, das für die Städte Dinslaken und Voerde im östlichen Teil des Kreises Wesel zuständig ist. In dem 101 km² großen Gerichtsbezirk leben rund 108.000 Menschen.

## Übergeordnete Gerichte
Das dem Amtsgericht Dinslaken übergeordnete Landgericht ist das Landgericht Duisburg, das wiederum dem Oberlandesgericht Düsseldorf untersteht.